# Расчётная сетка
Расчётная (вычислительная) сетка — совокупность точек (сеточных узлов), заданных в области определения некоторой функции {\displaystyle \left\{x_{k}\right\}_{k=1}^{K}=\left\{x_{1},x_{2},\dots ,x_{K}\right\}}.
Расчётные сетки используются при численном решении дифференциальных и интегральных уравнений.
Качество построения расчётной сетки в значительной степени определяет успех (неудачу) численного решения уравнения.

## Классификация и методы построения расчётных сеток
Процедуру построения расчётной сетки можно рассматривать как построение взаимно-однозначного отображения области определения функции (физической области) на некоторую расчётную область, имеющую более простую форму.

### Алгебраические методы построения сетки
Алгебраические сетки строятся путём решения алгебраических уравнений. Примером простейшей сетки, заданной на отрезке, может служить множество {xk}={x1, x2 … xK}, где xk=x1+dx*(k-1). Величина dx в этом случае называется шагом расчётной сетки.
Основными достоинствами алгебраических методов являются хороший контроль распределения внутренних узлов сетки и высокая эффективность их численной реализации, что особенно важно при построении адаптивных (перестраивающихся в процессе расчёта) сеток. Недостаток алгебраических методов заключается в распространении разрывов границ внутрь области. Применение дифференциальных методов, как правило, позволяет получать более гладкие сетки.

### Построение сеток методом конформных отображений
Недостаток методов построения расчётных сеток, использующих метод конформных отображений, заключается в том, что они пригодны лишь для построения двумерных сеток.

### Сетки, связанные (согласованные) с границей области
Простейший способ построения расчётной сетки заключается в разбиении пространства системой поверхностей, эквидистантных базовым поверхностям стандартных координатных систем, что позволяет существенно упростить запись решаемых дифференциальных уравнений. Недостаток интерференционной концепции заключается в несвязанности сетки с формой границ области — при рассмотрении областей определения функции произвольной формы, ни одна из координатных линий не совпадает с границей, что приводит к снижению качества реализации граничных условий и (или) к чрезвычайному усложнению расчётного алгоритма и, как следствие, к увеличению затрат машинного времени.
За счёт использования криволинейных сеточных линий, можно добиться совпадения границ области определения функции (физической области) и сеточных линий, что позволяет упростить запись граничных условий. Однако, вследствие преобразования координат, в уравнении, подлежащем решению, как правило, появляются дополнительные члены.

### Структурированные (регулярные) сетки
В тех случаях, когда множество сеточных узлов является упорядоченным расчётная сетка называется структурированной. Использование структурированных сеток (по сравнению с неструктурированными) позволяет, как правило, уменьшить продолжительность расчёта и необходимый объём оперативной памяти ЭВМ. В то же время процедура построения криволинейной регулярной сетки, как правило, требует больших затрат труда и ресурсов ЭВМ, по сравнению с процедурой построения нерегулярной сетки.
Регулярная сетка

### Неструктурированные (нерегулярные) сетки
Неструктурированная сетка

### Ортогональные и ортогонализованные сетки
Для получения решения дифференциального уравнения, имеющего требуемую точность при минимальных затратах ресурсов ЭВМ, расчётная сетка должна обладать рядом свойств. В частности, как показывает опыт многих исследователей, расчётные ячейки должны обладать малой скошенностью, то есть расчётная сетка должна быть, по возможности, ортогонализованной.
Задача построения многомерной ортогонализованной расчётной сетки формулируется как задача о минимизации функционала I=int(wQ dV), где w — весовая функция, Q — мера ортогональности сетки. В качестве меры Q может быть использована сумма скалярных произведений касательных к координатным линиям сетки.
Можно показать, что вариационная задача о построении ортогонализованной расчётной сетки сводится к краевой задаче для системы дифференциальных уравнений Пуассона.
Как известно, система уравнений Пуассона при заданных граничных условиях описывает распределение тепла в рассматриваемом объёме, что позволяет рассчитывать на получение гладких сеточных линий, даже в тех случаях когда границы физической области имеют изломы. Принцип максимума, справедливый для эллиптических уравнений, гарантирует, что максимальные и минимальные значения расчётных координат будут достигаться на границах области.
Поскольку используется система эллиптических уравнений, в качестве граничных условий должны задаваться либо координаты узлов сетки на границах (условие Дирихле) либо наклон координатных линий на границах (условие Неймана).

### Адаптивные сетки[англ.]
В задачах с разрывными решениями (в том числе в задачах сверхзвуковой газодинамики) расчётная область характеризуется наличием разномасштабных элементов сложной неоднородной структуры. Достаточно большие зоны имеют малые или умеренные градиенты параметров решения. Вместе с тем встречаются сравнительно узкие области, градиенты параметров решения в которых достигают больших величин. Это — ударные волны, контактные разрывы, пограничные слои. Для получения достоверного численного решения задач такого типа необходимо использовать расчётные сетки с малыми пространственными шагами. Вычислительные затраты при этом становятся столь значительными, что из-за ограничений вычислительной техники не всегда удаётся получить достаточно точное решение задач. В подобных случаях становится желательным применение динамически адаптивных сеток, позволяющих использование малых пространственных шагов сетки, где это необходимо, для соблюдения жёстких требований к численным методам, но при этом сохраняя умеренные требования к вычислительной технике. Методы динамически адаптивных сеток являются одним из наиболее эффективных подходов для повышения точности численного решения в расчётных областях с несколькими пространственными масштабами, отражающими неоднородную структуру решения.
Основная идея методов динамически адаптивных сеток состоит в уменьшении размеров ячеек в тех зонах расчётной области, в которых возникают большие ошибки решения. Так как в большинстве случаев искомое решение неизвестно и невозможно определить ошибку, представляющую собой разность точного и приближённого решения в некоторой норме, то в качестве меры ошибки решения чаще всего используют градиенты или разности параметров решения.
Выделяют два этапа процесса адаптации: работу критерия и собственно адаптационные процедуры.
Процедуры адаптации.
В литературе отмечаются следующие основные подходы: полная регенерация сетки; локальное дробление-слияние ячеек; перемещение узлов.
Полная регенерация сетки заключается в построении новой сетки с использованием информации, полученной на старой сетке, и переинтерполяцией решения.
В методе перемещения узлов предполагается, что общее число расчётной сетки фиксировано. Их перераспределение также осуществляется с целью повышения густоты сетки в областях локализации особенностей решения и разрежения её там, где такие особенности отсутствуют.
Метод локального дробления-слияния ячеек расчётной сетки сводится к включению в сетку дополнительных узлов в окрестностях локализации особенностей решения с одновременным удалением лишних узлов в регионах, где решение не содержит особенностей.
При двух крайних методах необходимо поддерживать необходимое качество расчётной сетки.